# Cocked & Loaded
Cocked & Loaded é o segundo álbum de estúdio da banda L.A. Guns, lançado em 1989, e o seu primeiro a ser certificado como Ouro nos Estados Unidos.

## Faixas
Todas as faixas por L.A. Guns.
1. "Letting Go" – 1:22
2. "Slap in the Face" – 3:54
3. "Rip and Tear" – 4:11
4. "Sleazy Come Easy Go" – 4:01
5. "Never Enough" – 4:10
6. "Malaria" – 5:22
7. "The Ballad of Jayne" – 4:30
8. "Magdalaine" – 6:05
9. "Give a Little" – 3:29
10. "I'm Addicted" – 1:51 (instrumental, solo de guitarra)
11. "17 Crash" – 3:39
12. "Showdown (Riot on Sunset)" – 3:18
13. "Wheels of Fire" – 4:56
14. "I Wanna Be Your Man" – 3:38
15. "Rock Candy" (faixa bónus no Japão)
16. "No Mercy" (ao vivo, faixa bónus no Japão)

## Créditos

### Banda
- Phil Lewis - vocalista
- Tracii Guns - guitarra
- Mick Cripps - guitarra ritmíca
- Kelly Nickels - baixo
- Steve Riley - bateria

### Convidados
- Robin Zander - vocais de apoio
- Rick Nielsen - vocais de apoio

## Críticas
- Allmusic [2]